# Arnold Rothstein
Arnold Rothstein (ur. 17 stycznia 1882, zm. 6 listopada 1928) – ps. the Brain, Mr. Big, The Big Bankroll, The Fixer; gangster, hazardzista i milioner amerykański pochodzenia żydowskiego, jeden z twórców powstających w Ameryce na przełomie XIX i XX wieku żydowsko-amerykańskich organizacji przestępczych (Jewish Mob, Jewish Mafia, Kosher Mafia). Duchowy przywódca i ojciec amerykańskiego świata przestępczego. Mentor takich tuzów świata przestępczego jak Lucky Luciano, Meyer Lansky, Frank Costello, Johnny Torrio. Jego protegowanymi byli m.in. Waxey Gordon, Dutch Schultz, Jack Diamond.
Do perfekcji opanował sztukę korumpowania urzędników państwowych, rozumiał korzyści płynące z tworzenia sojuszy ponad podziałami etnicznymi oraz doceniał znaczenie osób, które obracały się w świecie biznesu, polityki, wymiaru sprawiedliwości i policji (najbardziej skorzystał z jego nauk Frank Costello). W 1919 roku zamieszany był w skandal Chicago Black Sox biorąc udział w przekupieniu kilku graczy Chicago White Sox, aby mistrzostwo Ameryki zdobyła drużyna Cincinnati Reds.
Z upływem lat Arnold Rothstein zaczął ulegać manii hazardowej – grał o olbrzymie stawki, raz wygrywał, drugim razem przegrywał. W 1928 roku był uczestnikiem słynnego maratonu pokerowego na Broadwayu – grał bez przerwy od 8 do 10 września (przegrał ponad 300 000 dolarów, ale oświadczył, że gra była ustawiona i odmówił uregulowania długów).
4 listopada 1928 roku został postrzelony w Central Park Hotel. Zmarł dwa dni później w szpitalu. Podejrzanymi byli inni hazardziści – Nigger Nate Raymond i Titanic Thompson (sprawa pozostała nierozwiązana). Jako zleceniodawców wskazywano też Lucky Luciano i Meyera Lansky'ego (niczego im nie udowodniono), gdyż obaj najwięcej zyskali na jego śmierci. Obaj po kilku latach wdrożyli ideę tzw. zorganizowanego amerykańskiego syndykatu – wieloetnicznych gangów, o jakiej marzył Arnold Rothstein.